# Capela de São João da Fraga
A Capela de São João da Fraga é uma capela portuguesa localizada na freguesia de Pitões das Júnias, Município de Montalegre e Distrito de Vila Real.
Localiza-se no cimo de uma serra a mais de mil metros de altitude, desconhecendo-se quem a mandou construir.